# العائدون (رواية)
العائدون (بالإنجليزية: Homecomings)‏ هي رواية من سلسلة روايات «غرباء وأخوة» للكاتب الإنجليزي سي بي سنو، نشرت عام 1956، عن دار نشر في المملكة المتحدة.